# Stylotellopsis antarctica
Stylotellopsis antarctica är en svampdjursart som beskrevs av Koltun 1964. Stylotellopsis antarctica ingår i släktet Stylotellopsis, och familjen Microcionidae. Inga underarter finns listade.